# Hermann Adolf le Fèvre
Hermann Adolf le Fèvre (* 12. Oktober 1708 in Lübeck; † 14. Juli 1745 ebenda) war ein deutscher Jurist und Ratssekretär der Hansestadt Lübeck.

## Leben
Hermann Adolf le Fèvre war Sohn des Lübecker Ratsherrn Adolf Lefèvre. Er studierte ab 1728 Rechtswissenschaften in Jena, Leipzig und Straßburg, wo 1733 er seine Studien mit der Promotion zum Lizentiaten beider Rechte abschloss. Er war eng befreundet mit Carl Heinrich von Heineken, der ihm 1732 seine Schrift Die waren Absichten der Menschen und die dazu gehörende Mittel widmete.
Von 1735 bis zu seinem Tod 1745 war er Ratssekretär in Lübeck. Der Rektor des Katharineums Johann Henrich von Seelen hielt ihm die Leichenrede.
Er war verheiratet mit Sophie Benedicte, Tochter des Lübecker Superintendenten Johann Gottlob Carpzov.